# Highland (Wisconsin)
Highland es una villa ubicada en el condado de Iowa en el estado estadounidense de Wisconsin. En el Censo de 2010 tenía una población de 842 habitantes y una densidad poblacional de 289,23 personas por km².

## Geografía
Highland se encuentra ubicada en las coordenadas 43°2′51″N 90°22′49″O / 43.04750, -90.38028. Según la Oficina del Censo de los Estados Unidos, Highland tiene una superficie total de 2.91 km², de la cual 2.91 km² corresponden a tierra firme y (0%) 0 km² es agua.

## Demografía
Según el censo de 2010, había 842 personas residiendo en Highland. La densidad de población era de 289,23 hab./km². De los 842 habitantes, Highland estaba compuesto por el 97.62% blancos, el 0.36% eran afroamericanos, el 0.71% eran amerindios, el 0.12% eran asiáticos, el 0% eran isleños del Pacífico, el 0% eran de otras razas y el 1.19% pertenecían a dos o más razas. Del total de la población el 0.95% eran hispanos o latinos de cualquier raza.